# Wiecha

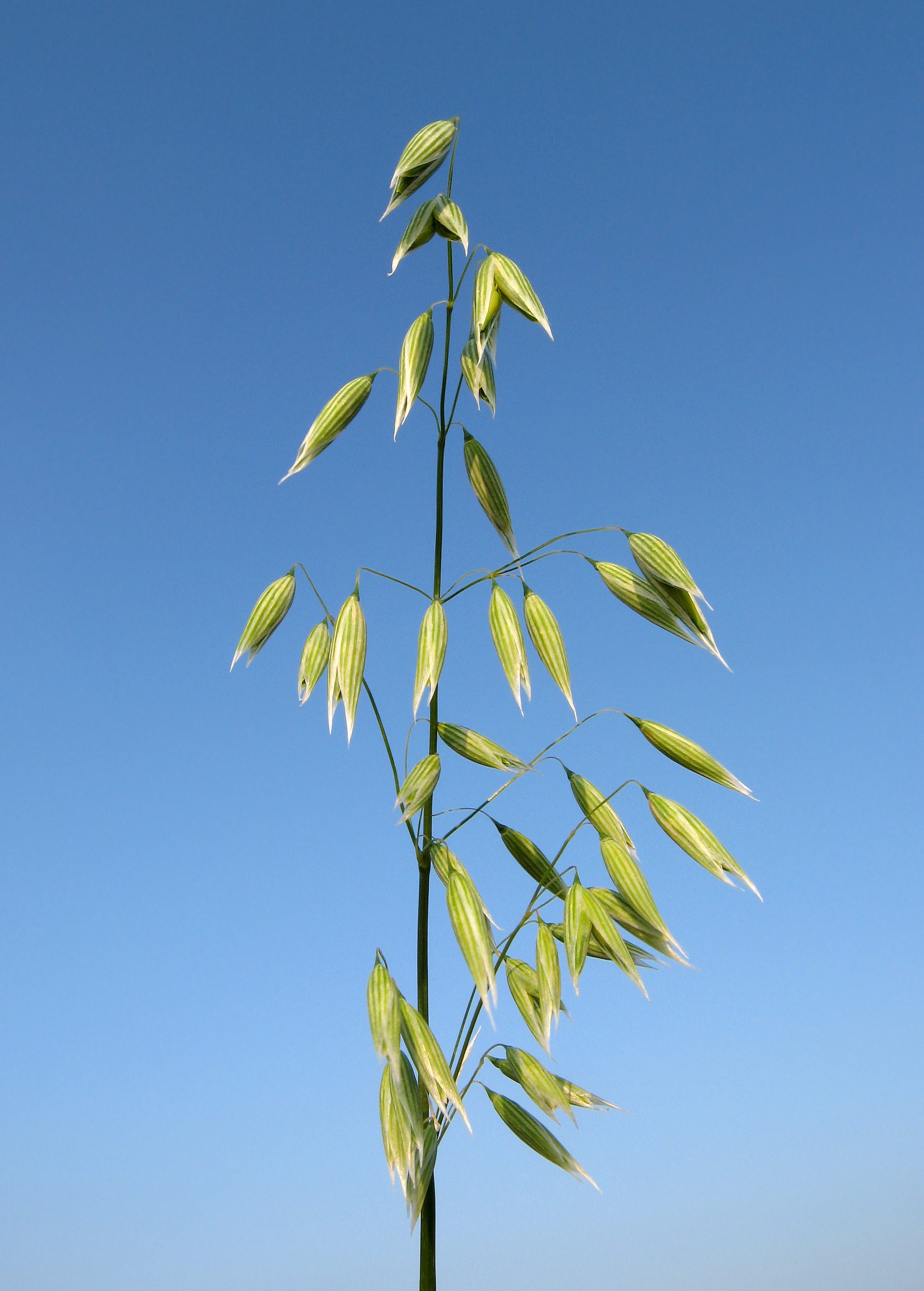
Wiecha owsa

Wiecha – typ kwiatostanu groniastego złożonego, w którym na głównej osi pędu wykształcają się boczne odgałęzienia drugiego i trzeciego rzędu, a na nich wyrastają kwiaty. Istnieje jeszcze tzw. wiecha złożona, w której rozgałęzienia nie są zakończone pojedynczymi kwiatami, lecz kwiatostanami – np. kłoskami (m.in. u licznych gatunków z rodziny wiechlinowatych, np. owies, męskie kwiatostany kukurydzy) lub koszyczkami (u niektórych przedstawicieli astrowatych, np. lepiężnik, nawłoć).